# ルイス・ウィルキンス

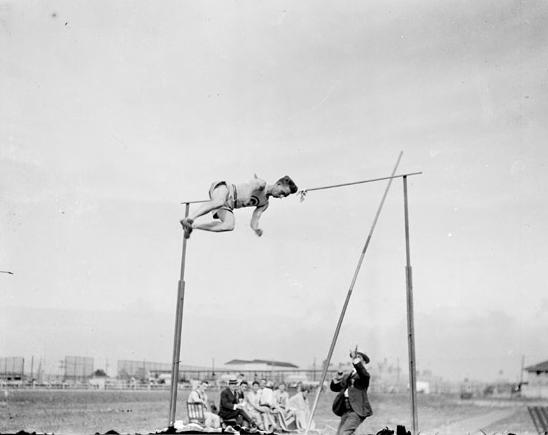
1904年セントルイスオリンピックでのウィルキンスの跳躍

ルイス・ウィルキンス（Louis Gary Wilkins、1882年12月10日 - 1950年4月6日）は、アメリカ合衆国の陸上競技選手である。 彼は、1904年に開催されたセントルイスオリンピックの棒高跳競技で銅メダルを獲得した。

## 経歴
シカゴ大学に通っていたウィルキンスは棒高跳を得意とした選手で、自国で行われたセントルイスオリンピックでも棒高跳競技に出場した。棒高跳は予選なしの決勝のみで行われ、ウィルキンスと同じくアメリカ合衆国代表のチャールズ・ドボラクがただ1人だけ3メートル50センチの当時のオリンピック記録を更新して金メダルを獲得した。3メートル35センチの跳躍に成功して2位につけたのは、やはりアメリカ代表として出場したウォード・マクラナハン（en:Ward McLanahan）、クロード・アレン（en:Claude Allen (athlete)）、リロイ・サムゼ、そしてウィルキンスの4名だった。この4名によって順位決定戦が行われ、サムゼが銀メダル、ウィルキンスが銅メダルを獲得する結果になった
。